# Oligodon signatus
Espèce
Synonymes
- Simotes signatus Günther, 1864
- Simotes subcarinatus Günther, 1872
- Simotes annulifer De Rooij, 1917

Statut de conservation UICN

 LC  : Préoccupation mineure
Oligodon signatus est une espèce de serpent de la famille des Colubridae.

## Répartition
Cette espèce se rencontre :
- en Indonésie, sur l'île de Sumatra ;
- en Malaisie péninsulaire et sur l'île Tioman ;
- à Singapour.

## Description
Dans sa description Günther indique que ce serpent se présente sous deux formes :
- forme α - quinze bandes transversales se rétrécissant sur les côtés ; l'espace intermédiaire est environ 4 fois plus grand que la largeur de chaque bande ;
- forme β - quatorze taches en forme d'écusson le long du dos, pointe dirigée vers l'avant.

Il précise que le spécimen α en sa possession mesure 53 cm dont 13 cm pour la queue, tandis que le spécimen β mesure 38 cm dont 7,5 cm pour la queue. Leur couleur de fond est brune et leur face ventrale blanchâtre tachetée de brun.

## Publications originales
- Günther, 1864 : The reptiles of British India, London, Taylor & Francis, p. 1-452 (texte intégral).
- Günther, 1872 : On the reptiles and amphibians of Borneo. Proceedings of the Zoological Society of London, vol. 1872, p. 586-600 (texte intégral).